# Polana (obwód chmielnicki)
Polana (ukr. Поляна) – wieś na Ukrainie, w obwodzie chmielnickim, w rejonie szepetowskim, w hromadzie Sudyłków. W 2001 liczyła 862 mieszkańców, spośród których 836 wskazało jako ojczysty język ukraiński, 26 rosyjski, 1 mołdawski, 1 białoruski, a 1 ormiański. W 2023 liczyła 665 mieszkańców.
Do 1946 roku miejscowość nosiła nazwę Nuczpały (ukr. Нучпали).
Znajduje się tu przystanek kolejowy Polany, położony na linii Koziatyn–Szepetówka.